# Rio Bulduşor
O Rio Bulduşor é um rio da Romênia afluente do Rio Valea Satului, localizado no distrito de Bihor.